# Pochazoides tibialis
Pochazoides tibialis är en insektsart som först beskrevs av Victor Antoine Signoret 1860.  Pochazoides tibialis ingår i släktet Pochazoides och familjen Ricaniidae. Inga underarter finns listade i Catalogue of Life.